# Univerza v Augsburgu
Univerza v Augsburgu (nemško Universität Augsburg) je javna univerza v Augsburgu (Nemčija), ki je bila ustanovljena leta 1970.

## Fakultete
- Ekonomska fakulteta (Wirtschaftswissenschaftliche Fakultät; ustanovljena 1970)
- Pravna fakulteta (Juristische Fakultät; ustanovljena 1971)
- Katoliška teološka fakulteta (Katholisch Theologische Fakultät; ustanovljena 1971)
- Filozofsko-družbenoznanstvena fakulteta (Philosophisch-Sozialwissenschaftliche Fakultät; ustanovljena 1972)
- Filološko-zgodovinska fakulteta (Philologisch-Historische Fakultät; ustanovljena 1972)
- Matematično-naravnoslovna fakulteta (Mathematisch-Naturwissenschaftliche Fakultät; ustanovljena 1981)
- Fakulteta za informacijsko tehnologijo/uporabno informatiko (Fakultät für Angewandte Informatik; ustanovljena 2003)
- Medicinska fakulteta (Medizinische Fakultät; ustanovljena 2016)

## Partnerske univerze
- Univerza v Pittsburghu (ZDA)
- Univerza v Osijeku (Hrvaška)
- Univerza v Iașiju (Romunija)
- Univerza v Habarovsku (Rusija)